# Sanna Carlstedt
Anna Margareta Susanna "Sanna" Carlstedt, född Pettersson 28 maj 1976 i Julita i Södermanland, är en svensk sångare och musiker (gitarr).

## Biografi
Carlstedt föddes i Julita socken i Södermanland och började spela gitarr och fagott i tioårsåldern. Gick under tonåren från klassisk musik till punk och har på senare år landat i visans värld, detta tack vare mötet med Johan Johansson på Nalen där Carlstedt jobbade i garderoben.
År 2004 spelade hon huvudrollen i långfilmen 6 Points. Hon har deltagit i ett par musikaler och i olika krognummer.
Sanna Carlstedt står politiskt till vänster. Men hennes föräldrar Per och Sara-Greta Carlstedt har varit aktiva centerpartister.

## Priser och utmärkelser
- 2010 – Fred Åkerström-stipendiet[4]

## Diskografi
- 2006 – De e jag som är Sanna
- 2008 – Sånger under eken
- 2010 – Ballerinan
- 2014 – Alltid retar det nån!